# Ministerium für Wissenschaft und Hochschulbildung
Das Ministerium für Wissenschaft und Hochschulbildung (polnisch Ministerstwo Nauki i Szkolnictwa Wyższego, abgekürzt MNiSW) war eine oberste Behörde der Republik Polen, welche die Regierungsverwaltung in den Bereichen „Wissenschaft“ und „Hochschulbildung“ leitet sowie Disponent staatlicher Forschungsförderung war.
Neben dem Minister arbeitete ein Wissenschaftsrat, welcher den im Jahre 2005 abgeschafften Forschungsausschuss ersetzte.
Am 31. Oktober 2005 schuf das Kabinett Marcinkiewicz das Ministerium für Wissenschaft und Informatisierung ab, dessen Pflichten das neu gegründete Ministerium für Bildung und Wissenschaft übernahm. Der Informatisierungsbereich wurde dem Innenministerium aufgetragen.
Am 5. Mai 2006 berief der Premierminister Kazimierz Marcinkiewicz an Stelle des Ressorts Bildung und Wissenschaft das Ministerium für Wissenschaft und Hochschulbildung. Zum 1. Januar 2021 wurde das Ministerium für Wissenschaft und Hochschulbildung wieder mit dem Bildungsministerium zusammengelegt.